# 克里斯蒂安·施托克尔
克里斯蒂安·施托克尔（德語：Christian Stocker，1960年3月20日—），奥地利人民党政治人物，自2025年3月起任奥地利总理。施托克尔自2019年以来担任奧地利国民议会的议员，並於2022年至2025年担任奥地利人民党总书记。
2025年1月5日，在奥地利总理卡爾·內哈默辞职后，施托克尔临时代理奥地利人民党领导人。